# Страхування тварин

## Визначення
Страхування тварин — один із видів майнового страхування, який забезпечує страховий захист власникам на випадок загибелі або вимушеного забою тварин. Нині цей вид страхування не набув належного розвитку на вітчизняному страховому ринку. Але бажання власників тварин заручитися захистом на випадок можливих втрат відкриває широкі можливості для страхової компанії у розвитку такого виду страхування.

## Вимоги до укладання договорів
Договори добровільного страхування тварин укладаються з фізичними особами, які є власниками тварин.
Характер страхування тягне за собою ряд обов'язкових вимог до укладання договору страхування.
- Визначається об'єкт страхування (це можуть бути здорові тварини з певними віковими обмеженнями):

1. велика рогата худоба, коні — віком від 1 місяця;
2. свині — від 6 місяців;
3. мули та невелика рогата худоба: вівці, кози, віслюки — від одного року;
4. хутрові звірі: нутрії, кролі — з 45-денного віку;
5. собаки — від 6 місяців до 10—12 років;
6. бджолосім'ї, коти, декоративні птахи: папуги;
7. екзотичні тварини: мавпи, змії і т. ін.
8. На страхування не приймаються тварини хворі, виснажені, а також ті, які перебувають у місцевості, де оголошений карантин (крім тварин тих видів, які до даного захворювання несприйнятливі).

- Власники тварин зобов'язані суворо додержувати установлених у даній місцевості рекомендацій щодо догляду за тваринами, їх годівлі й утримання, а також вжити всіх заходів, аби попередити їх захворювання та загибель. Тому до укладання договору страховик повинен перевірити, чи можна прийняти на страхування тварин у даному господарстві. Якщо в господарстві не додержують зазначених умов, договір страхування не укладається.
- Такі тварини, як собаки, приймаються на страхування, якщо вони зареєстровані у спілці собаководів-аматорів, Українському товаристві мисливців та рибалок або в Товаристві сприяння обороні України; а бджолосім'ї — після перевірки ветеринарно-санітарного паспорта пасіки (характеристики пасіки, ветеринарно-санітарного стану).

## Ризики, пов'язані зі страхуванням тварин
Ці ризики можна поділити на чотири групи:
- Страхування на випадок загибелі або падежу тварин від хвороб чи стихійного лиха (повінь, обвал, блискавка, буря, ураган, град, землетрус), дії електричного струму, замерзання, задушення, отруєння травами, укусу змій або отруйних комах, утоплення, попадання під засіб транспорту, попадання в ущелину та інші травматичні пошкодження.
- Страхування на випадок вимушеного забою тварини, якщо вона травмована через нещасний випадок і це унеможливлює подальше її використання. Або якщо вимушений забій (за розпорядженням спеціаліста ветеринарної служби) пов'язаний із вжиттям заходів, спрямованих на боротьбу з епізоотією або невиліковною хворобою, що також виключає подальшу можливість використання тварини.
- Страхування на випадок лікування тварини від хвороби чи травми, одержаної внаслідок нещасного випадку. У даному разі йдеться про непрямі збитки у вигляді додаткових витрат на утримання тварини.
- Страхування на випадок викрадення або навмисних неправомірних дій третіх осіб[2].

## Розвиток страхування тварин
Незважаючи на те, що страхування тварин має давню історію, цей вид страхування ще й досі лишається незвичним для українського страхового ринку. Проте в різних європейських країнах страхування тварин є досить популярним видом страхування. Особливого розвитку цей вид страхування набув у Великій Британії. Ввіз дорогих порід худоби та екзотичних тварин і прагнення запобігти певним захворюванням тварин спричинилися до появи попиту на страховий захист тварин.